# Longwé
Longwé település Franciaországban, Ardennes megyében. Lakosainak száma 66 fő (2022. január 1.). Longwé Boult-aux-Bois, Briquenay, La Croix-aux-Bois, Falaise, Olizy-Primat és Grandpré községekkel határos.

## Népesség
A település népességének változása:
| Lakosok száma | 153  | 101  | 97   | 88   | 91   | 85   | 73   | 72   | 71   | 66   |
|               | 1968 | 1982 | 1990 | 2006 | 2013 | 2015 | 2017 | 2019 | 2020 | 2022 |